# Prefektura Akita

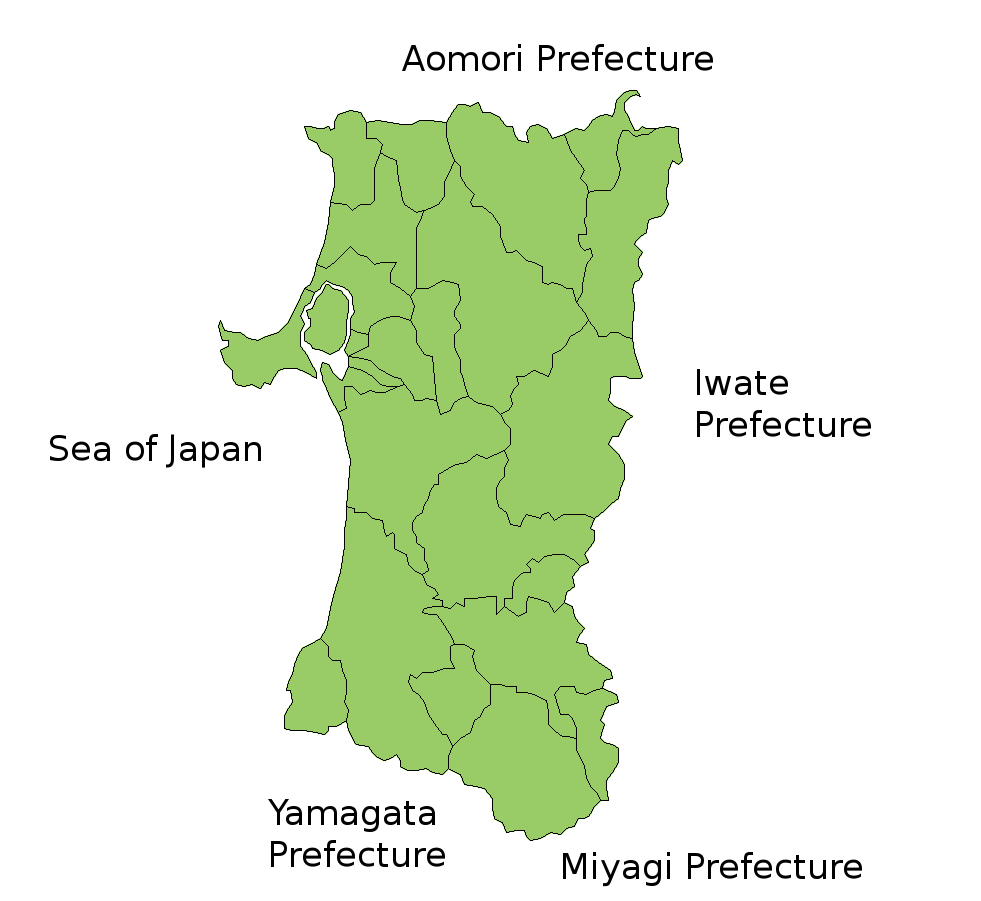
Mapa prefektury Akita

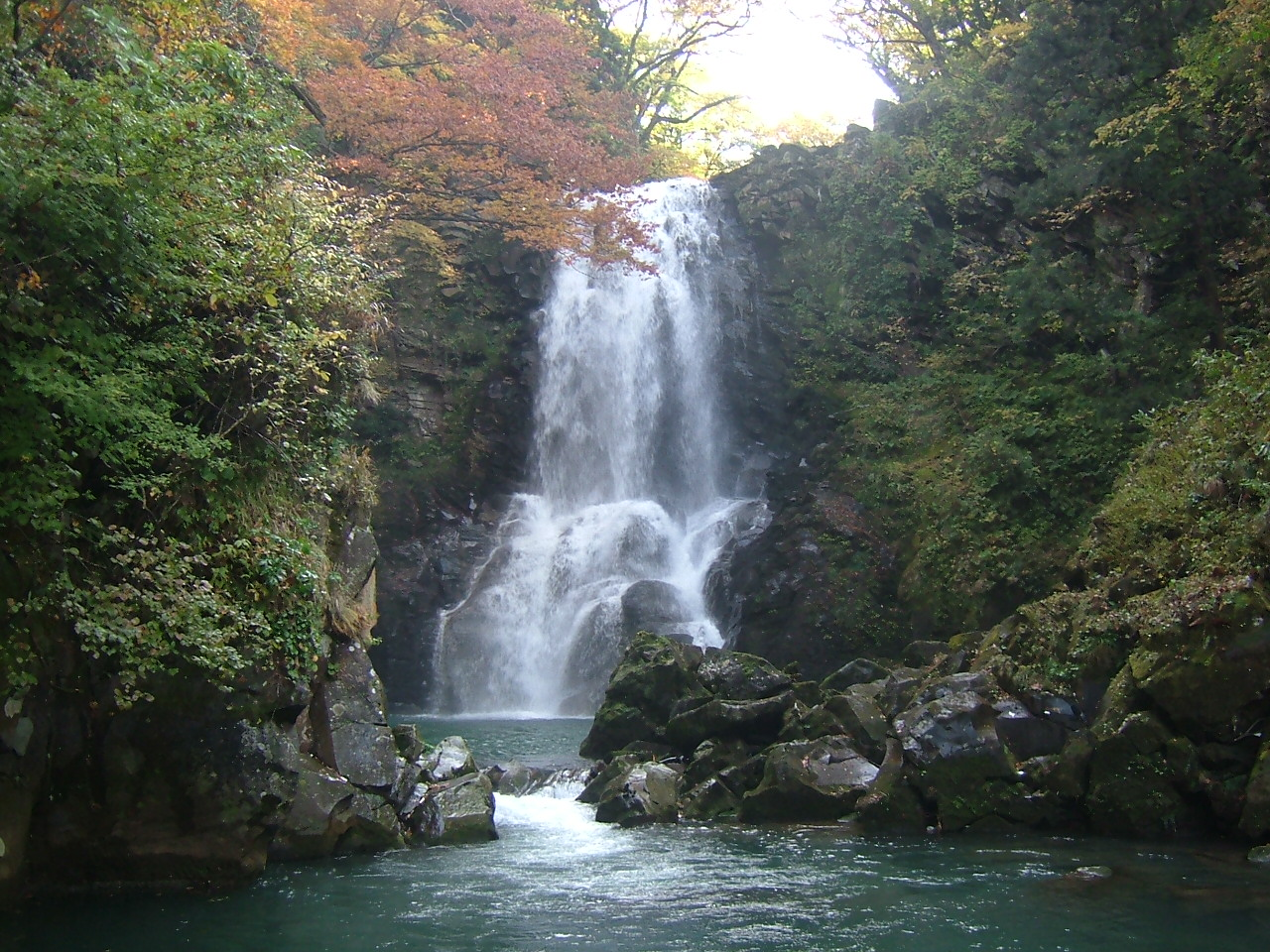
Vodopád Naso no Širataki

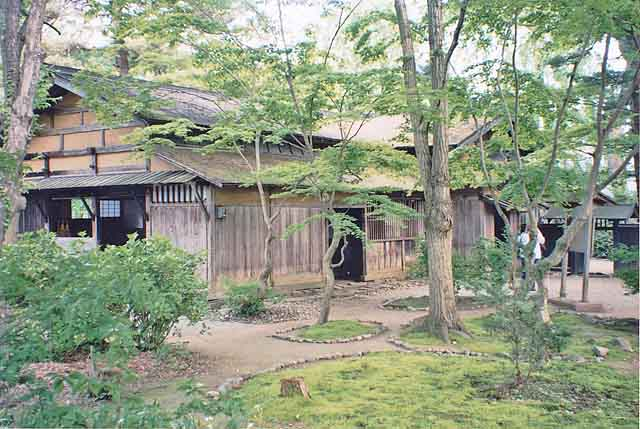
Samurajský dům v Kakunodate

Prefektura Akita (japonsky: 秋田県; Akita-ken) je jednou ze 47 prefektur Japonska. Nachází se na západním pobřeží ostrova Honšú, v regionu Tóhoku na severu země. Hlavním městem je Akita.

## Historie
Říká se, že se zde narodila známá básnířka z období Heian Ono no Komači, ale její skutečné rodiště není známo.

## Geografie
Prefektura se nachází na západním pobřeží v severní části ostrova Honšú. Je omývána vodami Japonského moře. Na severu hraničí s prefekturou Aomori, na východě s prefekturou Iwate, na jihovýchodě s prefekturou Mijagi a na jihu s prefekturou Jamagata.
Území prefektury má přibližně obdélníkový tvar o délce 181 a šířce 111 kilometrů. Svou rozlohou 11 612,11 km² zaujímá přibližně 1/32 celkové plochy Japonska.
Prefektura je velmi hornatá. Podél východní hranice prefektury se vypíná pohoří Óu, paralelně s ním se středem prefektury vine pohoří Dewa. Zhruba uprostřed západního pobřeží z pevniny vybíhá poloostrov Oga.
Obdobně jako v celém severním Japonsku i zde jsou velmi studené zimy, obzvláště mimo pobřeží.

### Města a místa
V prefektuře se nachází 13 měst (市, -ši):
| - Akita (hlavní) - Daisen (大仙市) - Jokote (横手市) - Jurihondžó (由利本荘市) - Juzawa (湯沢市) | - Katagami (潟上市) - Kazuno (鹿角市) - Kita-Akita (北秋田市) - Nikaho (にかほ市) - Noširo (能代市) | - Oga (男鹿市) - Ódate (大館市) - Senboku (仙北市) |

Prefektura se dále člení na následující distrikty (okresy): (郡, -gun; městečka: 町, -mači/čó; vsi: 村, -mura)
| - Distrikt Kazuno (鹿角) - Kosaka-mači (小坂町) - Distrikt Kita-Akita (北秋田郡) - Kamikoani-mura (上小阿仁村) - Distrikt Minami-Akita (南秋田郡) - Godžóme-mači (五城目町) - Hačirógata-mači (八郎潟町) - Ikawa-mači (井川町) - Ógata-mura (大潟村) | - Distrikt Ogači (雄勝郡) - Ugo-mači (羽後町) - Higaši-Naruse-mura (東成瀬村) - Distrikt Senboku (仙北郡) - Misato-čó (美郷町) - Distrikt Jamamoto (山本郡) - Fudžisato-mači (藤里町) - Happo-čó (八峰町) - Mitane-čó (三種町) |

## Demografie
Podle sčítání lidu z roku 2003 žije na území prefektury 1 174 905 obyvatel, z toho 335 455 v hlavním městě (tento údaj je z roku 2005).

## Ekonomika
Podobně jako v celém regionu Tóhoku, ekonomice této prefektury dominují tradiční odvětví: zemědělství, rybářství a lesnictví. Z tohoto důvodu množství zejména mladých lidí odchází za prací do Tokia.

## Turistika
V okolí jezera Tazawa se nacházejí horké prameny, které mají věhlas po celé zemi. Kromě nich se zde konají četné festivaly, které dají návštěvníkům nahlédnout do historie této venkovské krajiny.
Město Kakunodate je obzvlášť zachovalé staré město s mnoha samurajskými domy. Dům Aojagi je místem, kde dříve pobýval Odano Naotake, muž, který ilustroval první japonskou publikaci o moderní lidské anatomii. Z jeho domu je nyní muzeum a galerie lékařských ilustrací a tradičních řemesel.